# Le Buisson ardent (film)
Pour les articles homonymes, voir Buisson ardent.

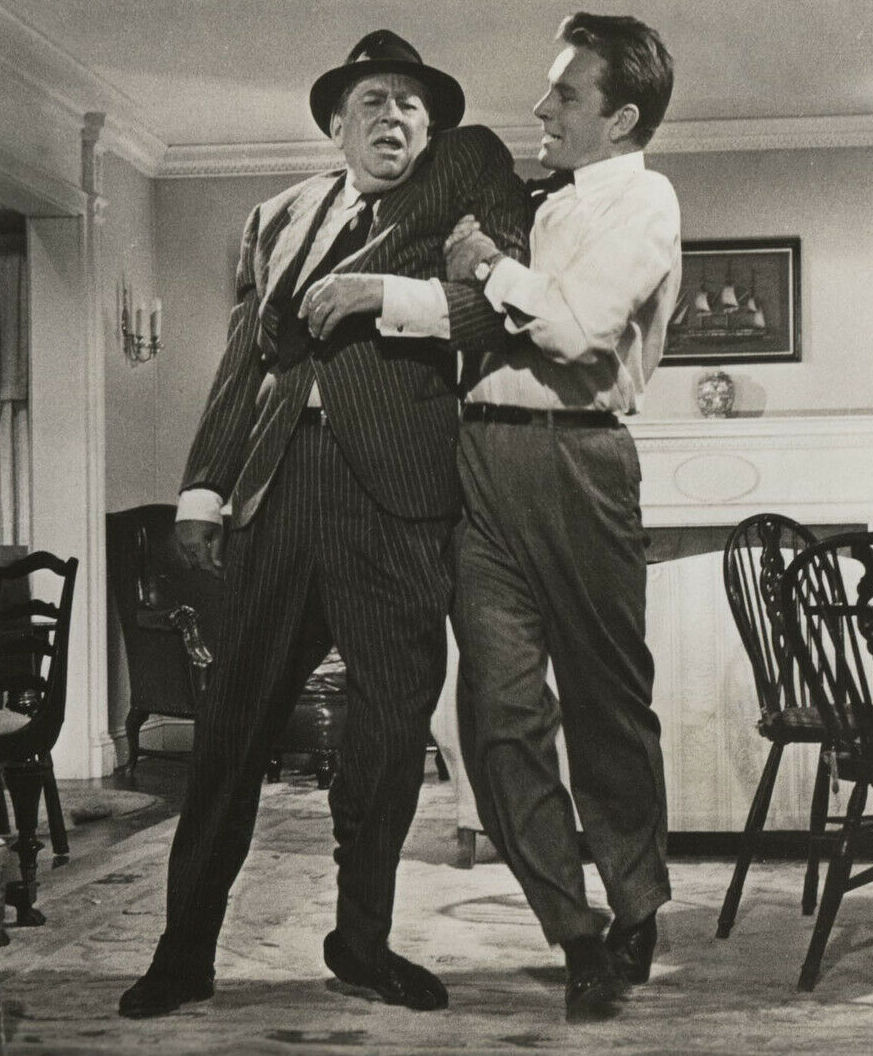
James Dunn et Richard Burton dans une scène du film.

 Le Buisson ardent (The Bramble Bush) est un film américain réalisé par Daniel Petrie et sorti en 1960.

## Fiche technique
- Titre original : The Bramble Bush
- Réalisation : Daniel Petrie
- Scénario : Milton Sperling, Philip Yordan d'après un roman de Charles Mergendahl (en)[1].
- Production : Leon Chooluck, Milton Sperling
- Photographie : Lucien Ballard
- Montage : Folmar Blangsted
- Musique : Leonard Rosenman
- Production : United States Productions
- Pays de production :  États-Unis
- Distributeur : Warner Bros.
- Durée : 93 minutes
- Date de sortie : 
  - États-Unis : 24 février 1960

## Distribution
- Richard Burton : Dr. Guy Montford
- Angie Dickinson : Fran
- Jack Carson : Bert Mosley
- Barbara Rush : Margaret
- Frank Conroy : Sol Kelsey
- Carl Benton Reid : Sam McFie
- Tom Drake : Larry McFie
- Henry Jones : Parker Welk
- James Dunn : Stew